# Filiponi

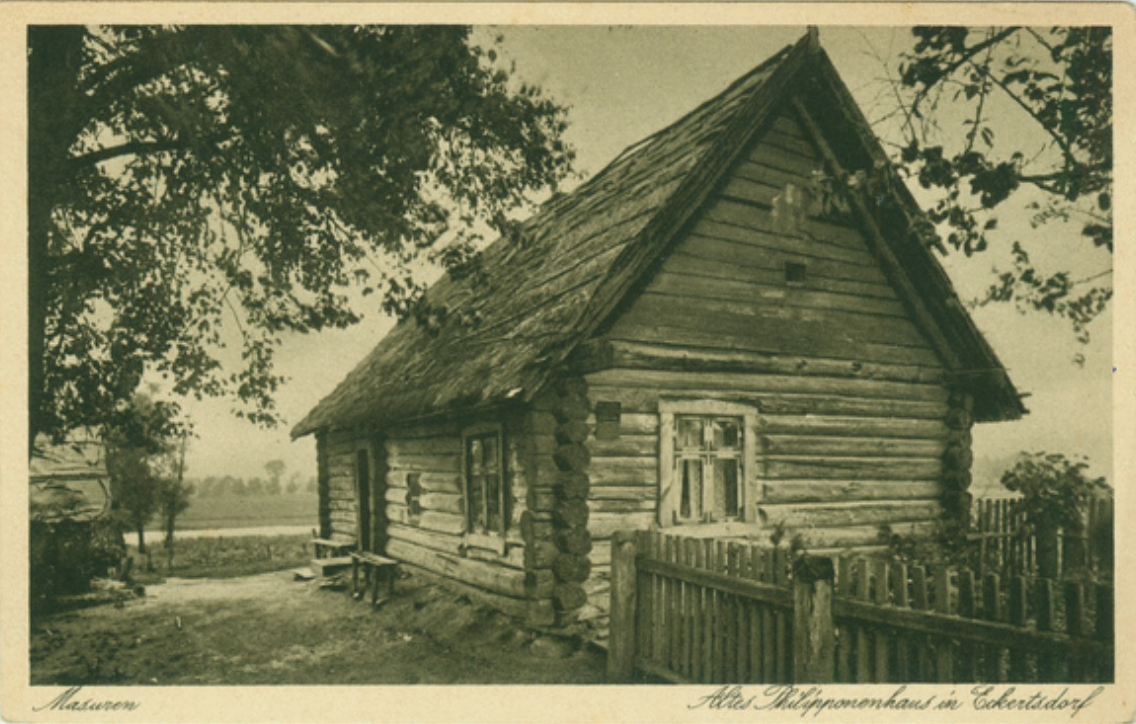
Chata filiponów w Eckertsdorf (współczesnym Wojnowie), ok. 1920

Filiponi (także: filipowcy, staropomorcy) – jedna ze wspólnot rosyjskich staroobrzędowców, zaliczana do bezpopowców.
W przeszłości wyraz filiponi był używany jako synonimiczne określenie staroobrzędowców, w szczególności ich społeczności zamieszkałych w Polsce i Prusach Wschodnich. Obecnie takie stosowanie tego terminu uważa się za niepoprawne. 

## Historia

### XVIII wiek
Nurt filiponów powstał w 1729, gdy mnich Filip z Pustelni Wygowskiej odrzucił decyzję wspólnoty o uwzględnianiu we wspólnych modlitwach wspomnienia panującego cara. Filip ze swoimi zwolennikami opuścił klasztor i założył własną wspólnotę. Przetrwała ona do 1742, gdy jej członkowie, nie chcąc wpuścić na teren monasteru carskiej inspekcji, dokonali samospalenia, niszcząc także zamieszkiwane dotąd budynki.
Mimo samozniszczenia pierwszego ośrodka filiponów ich wspólnota przetrwała, gdyż część ośrodków bezpopowców nurtu pomorskiego przyjęła ich nauczanie. W latach 60. XVIII w. gminy filiponów odnotowano praktycznie we wszystkich obwodach Rosji centralnej, w Moskwie (dekadę później w mieście tym były już trzy takie placówki) i Petersburgu. Na początku XIX stulecia filipowcy pojawili się na zachodniej Syberii. W odróżnieniu od pomorców i fiedosiejewców wspólnota ta od śmierci założyciela nie posiadała jednego wyraźnego dominującego centrum teologicznego, lecz składała się z gmin posiadających bardzo szeroką autonomię, nie tylko w zakresie zarządzania swoim majątkiem i prowadzenia działalności duszpasterskiej, ale i w zakresie doktryny i liturgiki. Znaczący autorytet posiadała powstała w latach 60. XVIII w. gmina filipowska w Moskwie. Nie oznaczało to jednak możliwości formułowania wspólnego dla wszystkich gmin nauczania. W rezultacie już w ostatnich dekadach XVIII w. wśród gmin powołujących się na tradycję filiponów funkcjonowało kilka odrębnych poglądów w kwestii stosunku do innych staroobrzędowców, traktowania cara jako wcielenia Antychrysta, procedur przyjmowania nowych wiernych do wspólnot. 

### XIX wiek
W XIX w. filiponi żyli przede wszystkim w guberniach penzeńskiej, chersońskiej, archangielskiej i ołonieckiej, miastach Korczewie, Saratowie, Ugliczu, Jarosławiu, Moskwie i Petersburgu. W stolicy Rosji oprócz molenny prowadzili żeński skit. W XIX w. między poszczególnymi gminami filiponów doszło do sporu o kwestię małżeństwa. Do tej pory filipowcy nie uznawali małżeństw w ogóle, traktując współżycie płciowe jako grzech niezależnie od okoliczności i zobowiązując wyznawców do życia w czystości. W 1823 gmina w Kimrach zmieniła swoje nauczania w tym zakresie, zezwalając na życie rodzinne, podczas gdy filiponi moskiewscy nadal stanowczo sprzeciwiali się małżeństwom. W 1826 sobór filiponów w Ugliczu, na którym większe poparcie mieli zwolennicy drugiego poglądu, pozostawił tę kwestię do rozstrzygania nastawnikom poszczególnych gmin. Zagadnienie małżeństw było przedmiotem dyskusji wśród filipowców przez cały XIX wiek. 

### XX wiek i współczesność
W 1905, po ogłoszeniu przez cara Mikołaja II ukazu tolerancyjnego, staroobrzędowcy wszystkich nurtów uzyskali pełnię praw. Wszystkie największe wspólnoty bezpopowskie – pomorcy, fiedosiejewcy i filiponi – w kolejnych latach zbierały się na soborach, reorganizowały swoje struktury i formułowały nauczanie. Sobór filipowców odbył się w 1912. Jego postanowieniem wprowadzono jako obowiązujące tradycyjne surowe zasady wspólnoty: wyznawcy nie mieli prawa do życia rodzinnego pod rygorem wykluczenia z gminy, zabroniono im także picia herbaty i jedzenia mięsa. Jako warunek przyjęcia do wspólnoty wyznaczono ponowny chrzest. Jedynie fiedosiejewcy i pomorcy uznający małżeństwa mogli być przyjmowani wyłącznie po odbyciu odpowiednio sześcio- lub dwunastotygodniowego postu. 
W ZSRR filipowcy byli prześladowani, podobnie jak inne związki wyznaniowe. W 1926 zniszczona została ich główna molenna w Moskwie. Dopiero w 1940 filiponi otrzymali zgodę na korzystanie z kaplicy św. Mikołaja na cmentarzu Przemienienia Pańskiego – dawnym centrum nurtu fiedosiejewskiego. W 1990 gmina moskiewska zakończyła swoją działalność z powodu braku wiernych. 
Współcześnie liczbę filiponów w Rosji szacuje się na 250–300 osób. Osoby deklarujące przynależność do wspólnoty żyją w obwodach kirowskim, niżnonowogrodzkim, na Syberii, w Kimrach, zaś poza Rosją także na Ukrainie w Odessie i w Rumunii.

## Nauczanie
Filiponi nie wykształcili całkowicie odrębnego systemu teologicznego. Zachowują dogmaty całego Kościoła prawosławnego, jednak uważają wyłącznie swoją wspólnotę za kontynuatora prawdziwej prawosławnej tradycji. Nie pozostają w łączności kanonicznej z innymi nurtami bezpopowskimi. Nabożeństwa filiponów, podobnie jak u wszystkich bezpopowców, są zmodyfikowaną wersją nabożeństw cyklu dobowego. Z powodu braku kapłanów Święta Liturgia nie funkcjonuje, zastępują ją obiednia i rozbudowany molebień. Wszystkie nabożeństwa prowadzą świeccy nastawnicy, kwestie wypowiadane w czasie prawosławnych nabożeństw przez kapłanów zastępują określone formuły, zaś ektenie – odpowiednia liczba wezwań Hospodi pomiłuj. Językiem liturgicznym jest język cerkiewnosłowiański.